# Балури (Кунео)
Балури је насеље у Италији у округу Кунео, региону Пијемонт.
Према процени из 2011. у насељу је живело 107 становника. Насеље се налази на надморској висини од 220 м.